# Jonathan Friedrich Bahnmaier

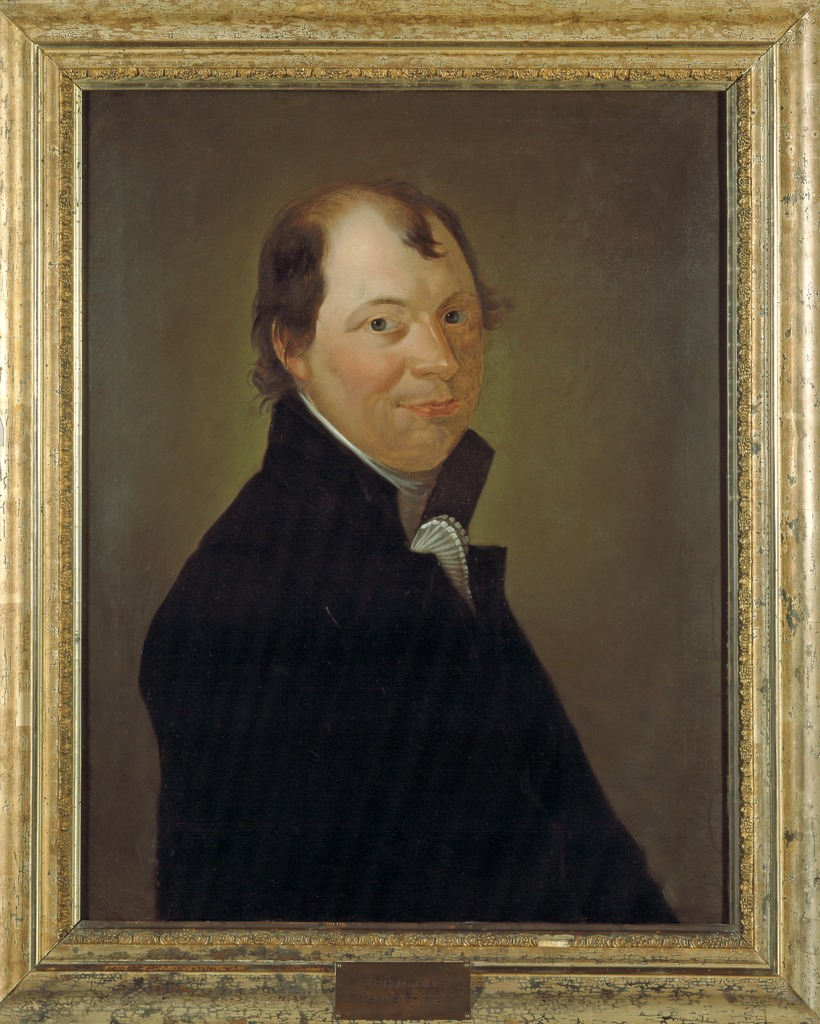
Jonathan Friedrich Bahnmaier

Jonathan Friedrich Bahnmaier (Oberstenfeld, 12 juli 1774 – Owen, 18 augustus 1841) was een Duits luthers kerklieddichter en theoloog.

## Biografie
Bahnmaier werd als zoon van een dominee geboren. Hij volgde kloosterscholen in Maulbronn en Denkendorf en studeerde in Tübingen. In 1798 werd hij vicaris, in 1802 repetitor en in 1806 diaken in Marbach. In 1810 kwam hij naar Ludwigsburg, hield daar een cursus voor leraren en gaf leiding op een school voor gegoede vrouwen. In 1815 behaalde hij in Tübingen de graad professor in de pedagogiek en homiletiek en richtte daar een homiletische seminarie op. Willem I van Württemberg stuurde hem in oktober 1819 als deken naar Kirchheim.

## Publicaties
- Walte, walte nah und fern, allgewaltig Wort des Herrn (EKG 433)
- Gesänge für die Jugend (1810)
- Predigten auf alle Sonn-, Fest- u. Feiertage I (1822)
- Predigten auf alle Sonn-, Fest- u. Feiertage II (1825)
- Predigten auf alle Sonn-, Fest- u. Feiertage III (1830)